# 努基·湯普森
伊努·瑪拉奇·「努基」·湯普森（英語：Enoch Malachi "Nucky" Thompson）是HBO電視劇《酒私風雲》的虛構主人翁，由史提夫·布斯美飾演。努基是大約根據真實歷史的前大西洋城政治人物伊努·路易斯·「努基」·強森而創作出來的。
努基是從事於新澤西州大西洋縣的財務司庫，但實際上是作為一名政治老大以控制該區域。努基是一名腐敗和有影響力的共和黨政客，他的雙重身份是一名黑幫份子。他有魅力而且聰明，受大西洋城市民敬重，尤其是因為他的慈善舉動而受貧窮和移民的人仕敬愛。然而，私底下他在大西洋城的政治與惡行上有著緊密的控制。劇集貫穿着他作為一名狡猾的政客迫使親信進行卑鄙勾當，但也表現出他對他朋友和家庭的人性化的一面。可是，在第二季末端時，他為了完成暴力的非法私酒生意而變得非常殘忍無情。
布斯美憑他飾演努基而獲得第68屆金球獎最佳電視劇男主角。在第五季的回顧中，由Nolan Lyons飾演小孩時的努基，馬爾克·皮克林飾演青年的努基。

## 虛構背景
努基·湯普森於大約1870年出生，在新澤西州的大西洋城成長，是一名貧窮愛爾蘭天主教家庭的長子。他有一個不安的童年：他父親Ethan Thompson（湯姆·阿爾德里奇 飾演，伊恩·哈特飾演年輕版），是一名虐待嗜酒者，曾用壁爐撥火棒給努基的手留下疤痕，而他的妹妹Susan死於結核。小孩時期，努基開始為大西洋城政治老闆Commodore Louis Kaestner（達布尼·寇曼 飾演）工作，後來在政治上變成他的導師。努基曾一度在特倫頓的新澤西學院上學和打算成為一名教師。然而，當Commodore需要他時，他便離開了學院並返回大西洋城。青年時期，他費力地爬到代理警長的職位。他在為Commodore安排與Gillian Darmody（葛雷琴·莫爾 飾演）發生性關係後變成警長，她在那時只是13歲。在劇集的時間線之前的十五年，努基失去了他嬰兒的兒子Enoch Jr.，因肺炎而死，悲劇迫使他的妻子Mabel自殺。
努基幫助撫養Commodore與Gillian的兒子吉米·達摩狄（麥可·彼特 飾演），指導他的不足及牽線搭橋帶他到普林斯頓大學上學。當吉米退學並在第一次世界大戰入伍當兵時，努基感到失望，但戰爭結束後仍然給他一份私人司機的工作。當吉米發現努基給予Commodore機會去強姦Gillian時，他們之間產生分歧，這設定作為第二季中的主要衝突。

### 第一季
劇集的第一集中，設定在禁酒令生效前的當天，努基公開地支持酒精禁令，但與其他當地政客合謀從一個私酒計劃中獲利。他的弟弟、大西洋縣警長Eli Thompson（希亞·溫漢 飾演）協助他。努基與黑幫阿諾·羅斯汀（米高·舒伯 飾演）、查理·盧西安諾（文森特·皮亞扎 飾演）和強尼·托里奧（格雷格·安東納奇 飾演）做生意，讓他們專門購買他的船運酒。不過，在紐約黑幫贏取了努基的賭場超過9萬美元後，吉米與托里奧的司機艾爾·卡彭（史提芬·格拉漢姆 飾演）合謀劫持努基運送給羅斯汀的貨物。隨著吉米和卡彭殺死羅斯汀的手下，搶劫便以流血結束了。努基替吉米擺脫了麻煩，同時私下責備他，並把他驅逐出大西洋城。當羅斯汀為劫持而尋求報復時，他後來在芝加哥招回吉米。
努基被聯邦禁酒探員尼爾森·范奧登（米高·沙朗 飾演）調查。同時，當Eli在非法賭場被看到時，努基被迫把Eli降級。他最終把他的弟弟復職，但他們的關係變得非常緊張。
努基還遇見婦女禁酒聯盟的孕婦成員瑪格麗特·施羅德（凱莉·麥當勞 飾演），她為她的虐待狂丈夫Hans（約瑟夫·斯科拉 飾演）尋找工作。努基立刻被她吸引住，並給她一些錢。在Hans嚴重毆打她而流產後，努基便殺死了他，在她出院後替她在一家時裝店找到工作。努基和瑪格麗特不久便成為戀人，並在該季結束時，非正式地接受了她的孩子Teddy和Emily。這造成了他和他的前任情婦Lucy Danziger（帕茲·德·拉·維爾塔 飾演）之間的緊張關係。瑪格麗特終於知道了努基的腐敗程度，包括他命令殺死Hans。在他們激烈爭論後，她便離開他。然而，當她發現努基失去了一個孩子的時候，她與他見面以表示她的同情，而他告訴她，他與她和她的孩子一起度過的時刻是他最快樂的人生。由於他的真誠，而且意識到她和她的孩子沒有他的支持下可能會餓死，瑪格麗特便重新開始他們的關係。
在該季結束時，努基和羅斯汀休戰。所有事件都被寬恕，而努基利用他的政治關係幫助羅斯汀避開操縱1919年世界大賽的聯邦起訴，以換取100萬美元。努基與在他身邊的瑪格麗特迎接新年，吉米、Eli和Commodore則合謀推翻他並接管大西洋城。

### 第二季
幾個月後，努基因在市長愛德華·L·巴德（Kevin O'Rourke 飾演）的選舉中與他幕後角色有關的選舉舞弊而被捕，貪污和謀殺罪也將隨之而來。努基懷疑Commodore、吉米和Eli正在密謀反對他，當他的密友叛逃到吉米的一方時便證實了懷疑。在Commodore遭受令他虛弱的中風後，Eli驚慌失措，並去努基尋求幫助，但努基與他的弟弟陷入了一場暴力的爭吵中，並與他斷絕關係。不久之後，吉米的其中一名手下企圖殺害努基。
在他父親去世後，努基辭去財務主任的職務，告訴吉米和Commodore他們已經贏了。然而，這是一個詭計。不久之後，他展新一個計劃，把吉米和他的合作夥伴逼至破產。他炸掉包含吉米的酒精倉庫，並說服他的同夥Chalky White（迈克尔·K·威廉姆斯 飾演）在該城市的黑人服務業人員中煽動罷工，餘下的地下酒吧和餐廳因非常人手不足而難以供應酒精。然後，他前往愛爾蘭島，向愛爾蘭共和軍出售湯普森衝鋒鎗，以換取愛爾蘭威士忌。吉米沒有任何產品或客戶剩下來，同時努基成為大西洋城中最強大的私酒販。
在這個時候，美國檢察部門發現了努基罪行的可疑證據。他給瑪格麗特一塊有價值的房地產的臨時監護權，以便她和孩子們在他入獄時得到應有的照顧。Emily感染了小兒麻痺症，瑪格麗特相信這是因為他們的罪惡而所得的天譴，她認為，透過作證對抗努基來清洗她的靈魂，把他送到電椅上。努基告訴她，他想娶她，並成為一個更好的男人，同時承認嫁給她會令她無法出庭作證對抗他。第二天，瑪格麗特看到他教Emily用腳架走路，意識到他愛她和她的孩子。他們於下午在瑪格麗特的教堂裡結婚。
吉米會見努基，為他的背叛而道歉，並提供幫助。在努基的命令下，吉米和他的同謀理查·哈洛（傑克·休斯頓 飾演）殺死訴訟主要證人的市議員James Neary（羅伯·哥希斯 飾演）。美國檢察部門被迫撤銷指控。然後，努基去探望Eli，迫他達成協議，Eli對選舉舞弊案作出認罪，並被判兩年監禁，從而保護努基不再被起訴。那天晚上，努基打電話給吉米，並告訴他努基已經綁架了殺死吉米的妻子Angela（愛樂克莎·帕勒提諾 飾演）的男人Manny Horvitz（威廉·佛塞 飾演）。然而，這是一個陷阱，當吉米到達時，努基的手下以槍口握住他，而努基在他的頭上開了兩槍，殺死了他。第二天，努基向瑪格麗特說謊，說他與吉米和好，而她立即看穿了謊言。為了懲罰他，瑪格麗特簽署了他的房地產契約給她的教會，這契約是他計劃用在一個賺大錢的道路建設交易中。

### 第三季
1923年，努基面對來自為喬·馬塞里亞（Ivo Nandi 飾演）工作的紐約黑幫吉普·羅賽迪（鮑比·坎納瓦爾 飾演）的麻煩。由於有政治動亂涉及美國司法部長哈利·多赫蒂（克里斯托弗·麥克唐納 飾演），努基要每月支付4萬美元以免遭到任何刑事調查，努基同意簡化他的業務並獨家出售給羅斯汀。羅賽迪被激怒，離開了大西洋城，並接管了大西洋城和紐約之間的一個小鎮Tabor Heights。然後，他封鎖了通過這裡的任何努基的酒精送貨。逐步升級至羅賽迪殺死十一名努基的手下。羅斯汀派本傑明·西格爾（米高·澤根 飾演）殺死羅賽迪，但不成功。不過，這迫使羅賽迪逃離Tabor Heights並返回紐約。
回到家裡，努基與瑪格麗特的婚姻現在已經不過是裝模作樣，而且努基花了大部分時間在曼克頓與他的情婦Billie Kent（梅格·錢伯斯·斯蒂德爾 飾演）一起。當Eli出獄時，努基給了他一個在酒倉的工作，但是他本人不想和他相處。當Eli能預料到羅賽迪的埋伏，即使他無法阻止時，情況便改變了。在與家人吃復活節晚餐後，努基與Eli和解，他們重新一起工作。
在華盛頓哥倫比亞特區，多赫蒂計劃以非法私酒控告努基，以把他成為因貪污指控而面臨哈定政府的代罪羔羊。努基去找美國財政部長安德魯·W·梅隆（占士·康維爾 飾演），並說服他逮捕喬治·雷穆斯（格倫·弗萊舍爾 飾演）以換取努基在賓夕凡尼亞州的西奧頓非法管理梅隆的釀酒廠。雷穆斯與多赫蒂的同謀傑斯·史密斯（Ed Jewett 飾演）有直接聯繫，導致多赫蒂有更進一步的麻煩，並使得努基清白。
羅賽迪說服馬塞里亞為他提供額外的人馬來佔領大西洋城。在Gillian的暗示下，羅賽迪炸毀了努基最喜愛的餐廳，以殺死努基、羅斯汀和盧西安諾。三人都在爆炸中倖存下來，但Billie遇害。努基與東岸的犯罪老大組織了一個會議，尋求殺死羅賽迪和馬塞里亞的支持。不過，會議的每個人都拒絕了，並把這份工作留給了努基的得力助手Owen Sleater（查理·考克斯 飾演）。然而，盧西安諾和邁爾·蘭斯基（阿納托爾·優素福 飾演）則警告馬塞里亞有關努基的企圖，以換取馬塞里亞資助他們的海洛英業務。當Owen進入土耳其公共浴室殺死馬塞里亞時，他被致命伏擊，並被放在一個木箱裡運回給努基。從瑪格麗特對Owen之死的悲傷反應來看，努基推測這兩人已經有曖昧關系。
努基勉強逃離被馬塞里亞手下的追殺，並召集了White和卡彭以提供人馬來反擊對抗羅賽迪。全面的幫派戰爭接著是雙方的人馬被殺。羅斯汀試圖說服馬塞里亞來終結對羅賽迪的支持，以換取努基放棄梅隆的釀酒廠的99％利潤。但是，協議是一個陷阱，作為他與努基交易的一部分，梅隆逮捕羅斯汀。White和卡彭派他們的人在馬塞里亞的幫派離開大西洋城時伏擊他們，造成血腥大屠殺。與此同時，哈洛意外地突襲Artemis Club，屠殺了許多羅賽迪的手下，並設法拯救被槍口威脅的Tommy Darmody。羅賽迪和他的兩名手下都能逃脫掉，但是他的第二把手Tonino Sandrelli（Chris Caldovino 飾演），殺死了羅賽迪，所以努基便放過他。努基試圖與已經離開他並帶走孩子們的瑪格麗特和好。不過，瑪格麗特冷落他，拒絕接受他的錢。

### 第四季
1924年，努基與馬塞里亞和羅斯汀講和，而且他是海濱大道上White的夜總會的匿名合作夥伴。他前往佛羅里達州的坦帕，研究投資由比爾·麥考伊（Pearce Bunting 飾演）管理的釀酒廠，但拒絕交易，認為這個地方太高調。他改變了主意，成為部分老闆，卻不知道麥考伊已經殺死了他的其中一個投資者。他也僱用盧西安諾和蘭斯基擔任釀酒廠的合夥人。在佛羅里達州期間，他開始與地下酒吧的老闆Sally Wheet（柏翠茜·雅格 飾演）有曖昧。
努基的帝國面臨裝成貪污禁酒探員來在滲透努基分銷網絡的聯邦調查局（FBI）探員James Tolliver（布萊恩·格拉格提 飾演）的新威脅。當努基派他的管家Eddie Kessler（安東尼·拉休拉 飾演）到賓夕凡尼亞州車站，送錢給雷夫·卡彭（多門尼克·隆巴多西 飾演）時，Tolliver扣留了Eddie，並且勒索他，要他揭露努基與卡彭的協議。Eddie回到努基的房子，並自殺身亡。幾天後，努基與瑪格麗特有一個不自在的重聚，並告訴她有關Eddie的死。與此同時，努基替Eli的兒子Willie（班·羅森菲爾德 飾演）逃脫謀殺罪，透過陷害他的大學室友並賄賂費城的地方檢察官而脫罪。努基替Willie在市長的辦公室找到工作。但是，Tolliver發現了真相，並告訴Eli除非他告發努基，否則會將Willie入獄。Eli成為Tolliver的間諜，並安排努基與馬塞里亞出席一場會議，為了將兩人逮捕。
White要求與海洛因大王華倫汀·納西斯（傑佛瑞·懷特 飾演）的戰爭中獲得努基的支持。努基拒絕參與，但是在納西斯試圖殺死White並殘酷虐待他的情婦Daughter Maitland（瑪歌·冰咸 飾演）後，White變得更加堅持。努基了解蘭斯基在馬塞里亞的命令下走私納西斯的海洛因，並要與馬塞里亞和納西斯會面，以取得他的一份利潤。努基命令巴德叫兩名警長副手載White到費城，但巴德現在支持納西斯並命令副手殺死White。不過，他們失敗了，White出現在努基的門前，要求答覆。為了賠罪，努基命令哈洛殺死納西斯，並且以幕后操縱把Gillian判謀殺罪作為回報，那麼哈洛就能夠監護Tommy。事情出錯，哈洛和White的女兒都被殺死了。努基開始懷疑Eli正在告發他，並取消與馬塞里亞的會議。他安排與Sally一起去古巴，但首先要對付Eli。努基拿槍指著他的弟弟，但是Willie走了進來，而Eli透露了Tolliver勒索，努基無法讓自己開槍。當Eli殺死Tolliver時，努基將他送到芝加哥去受卡彭的保護，並與Sally一起去古巴。

### 第五季
1931年，努基在古巴、紐約和新澤西州之間旅行，預計到禁酒令的結束，他計劃開始合法的白酒生意。在古巴，有人企圖殺害他，他懷疑盧西安諾和蘭斯基在背後策劃。在紐約，他試圖與Mayflower Grain公司的主管約瑟夫·肯尼迪（馬特·萊斯切爾 飾演）開始合作，但是肯尼迪拒絕了他。他回到大西洋城，在那裡他與一個名叫Joe Harper（崔維斯·托普 飾演）的服務員交朋友，Harper令努基想起年輕時的自己。與此同時，瑪格麗特多年來第一次探望他，要求他幫忙處理正在勒索她的羅斯汀的遺孀。他給她錢，以她幫忙壓低Mayflower股份的價格作回報。不久後，Sally被哈瓦那的警察殺害，而他被捲入了盧西安諾和卡彭之間的爭執之中。
當盧西安諾和蘭斯基與他的老朋友托里奧的支持下企圖再次殺害他時，努基向他們宣戰。他綁架了西格爾，強迫與綁架了Willie來報復的盧西安諾和蘭斯基會面。在會面中，盧西安諾威脅要殺死Willie。為了拯救他的侄子，努基把他在大西洋城的大企業控制權給盧西安諾，並安排殺死盧西安諾的老大薩爾瓦托雷·馬蘭扎諾（Giampiero Judica 飾演）。那天晚上，他收到一封正身處療養院的Gillian的來信，乞求他幫忙。
在劇集的大結局，努基在瑪格麗特的幫助下沽空Mayflower的股份，並賺取了巨額利潤。他計劃永遠離開大西洋城，並向瑪格麗特和Eli道別。他在療養院探望Gillian，並說他能做的就是為她在被釋放時安排信託。努基在大西洋城的最後一夜時，他收到已經逮捕Harper的警方電話，努基保釋他，並提出要給他錢，但Harper憤怒地拒絕了。幾個小時後，Harper面對努基，並揭露他的真正身份：Tommy Darmody，吉米·達摩狄的兒子和Gillian的外孫。Tommy指責努基背叛Gillian，並槍殺他。努基死時，整晚都跟著他的美國國家稅務局（IRS）探員，便說明他們自己的身份並逮捕Tommy。探員的出現是參考真正的伊努·強森因逃稅罪而於1941年遭監禁的最終命運。

## 選角
在努基·湯普森的選角上（基於真實大西洋城的政治老大伊努·L·強森），泰倫斯·溫特想盡可能偏離真實的強森。「如果我們選一個與真實努基相似的演員，我們會選擇占士·簡東費尼。」揀選史提夫·布斯美作為主角的主意，是因為當時馬田·史高西斯提及到他想與這名演員合作，溫特也最清楚的曾經與他在《黑道家族》中合作過。溫特寄了劇本給布斯美，而他十分熱情地回應「我剛才想，『嘩，我幾乎後悔我讀了這劇本，因為如果我不理解劇本的話，我會很傷心。』我的回應是『泰利，我知道你在尋找其他的演員』而他說『不，不，史提夫，我說我們想要你。』」史高西斯解釋「我愛他有的水平，他的戲劇感，還有他的幽默感。」

## 反響
布斯美憑飾演努基·湯普森而贏得和被提名幾個獎項。他在第63屆和第64屆黃金時段艾美獎頒獎典禮上被提名一項黃金時段艾美獎戲劇類劇集傑出男主角。此外，布斯美還獲得了第68屆金球獎戲劇類電視劇集最佳男主角，也在第69屆和第70屆頒獎禮上獲得提名。劇集演員在第17屆和第18屆美國演員工會獎贏得美國演員工會獎電視戲劇類最佳集體演出，也在第19屆、第20屆和第21屆獲得提名。布斯美在2011年和2012年連續兩年獲得美國演員工會獎電視戲劇類最佳男演員，並於2013年、2014年和2015年獲得提名。

## 外部連結
- Nucky Thompson Bio （页面存档备份，存于） at HBO.com